# 제스타포니

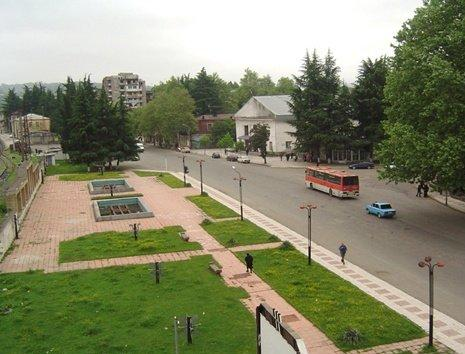
제스타포니 시가지

제스타포니(조지아어: ზესტაფონი)는 조지아 서부에 위치한 이메레티주의 도시로, 인구는 20,814명(2014년 기준)이다. 치아투라 근교에서 산출된 망간을 가공하는 대규모 철합금 공장이 들어서 있다. 콜키스 평야 지대에 위치하며 1월 평균 기온은 -4°C여서 추운 편이고 8월 평균 기온은 24°C여서 더운 편이다. 교외 지역은 포도주가 생산되는 곳으로 유명하다.

## 같이 보기
- 이메레티주